# Ingevoni
Nell'opera Germania scritta da Tacito gli Ingevoni (italianizzato anche come Ingveoni o Ingaevoni; in latino Ingaevones) sono uno dei tre gruppi nei quali si ripartivano i Germani occidentali, accanto a Istevoni ed Erminoni. La storiografia moderna ha identificato gli Ingevoni con le tribù germaniche stanziate lungo le coste del Mare del Nord e sulle piccole isole adiacenti.
Delle varie tribù, degli Ingevoni facevano parte in particolare Frisi, Cauci, Cimbri, Teutoni, Angli, Sassoni e Juti.

## Etimologia
Ing o Inguo, il leggendario progenitore degli Ingaevones, figlio di Manno, deriva il suo nome da un presunto proto-germanico *Ingwaz. Questo è anche il nome applicato alla divinità dell'era vichinga Freyr, conosciuta anche come Yngvi-Freyr e menzionata come tale nella Saga degli Ynglingar di Snorri Sturluson. Jacob Grimm, nella sua Mitologia Teutonica, considera questo Ing come originariamente identico allo scandinavo Yngvi, antenato eponimo della casa reale svedese degli Yngling, o figli di Ing.
Gli Ingevoni compaiono nel poema anglosassone dell'VIII secolo Beowulf, in cui il re Hrothgar è detto "Signore degli Ingwine".

## I Frisi
I Frisi o Frisoni erano stanziati, all'inizio del I secolo a.C., presso la foce del Reno. Entrati a contatto con i Romani nel 12 a.C., divennero loro tributari in seguito alle campagne di Germania di Druso maggiore (12-10 a.C.). La loro lingua, l'antico frisone, è attestata a partire dall'VIII secolo; il suo erede moderno, la lingua frisone, è tuttora parlata - seppure minoritariamente - in una zona costiera compresa tra Paesi Bassi e Germania, oltre che sulle Isole Frisone che dall'antico popolo hanno derivato il nome.

## Gli Angli
Stanziati, secondo Tolomeo, lungo il medio corso dell'Elba, erano tuttavia originari - secondo Beda il Venerabile - di una regione stretta tra Sassoni e Juti, l'Angulus (identificata dagli studiosi moderni con l'Anglia, nell'odierno Schleswig-Holstein). Nel V secolo gli Angli emigrarono in massa in Gran Bretagna, senza lasciare traccia nella loro terra natale; giunti nella nuova regione, si fusero con Sassoni e Juti, dando origine agli Anglosassoni.

## I Sassoni
Collocati da Tolomeo (II secolo) in una regione corrispondente all'attuale Schleswig-Holstein. i Sassoni si espansero presto verso ovest e verso sud, entrando in conflitto con altre tribù germaniche. La loro presenza divenne, nel V secolo, la più caratteristica dell'intera costa meridionale del Mare del Nord, chiamata all'epoca litora saxonica e dalla quale esercitavano la pirateria. Proprio a quel secolo risale lo stanziamento di ampie porzioni del popolo in Gran Bretagna, dove si mescolò ad Angli e Juti per dar vita agli Anglosassoni. Parte dei Sassoni rimase tuttavia sul continente europeo, in un'ampia regione chiamata Sassonia (ben più estesa dell'attuale Land tedesco, tanto da abbracciare gran parte dell'odierna Germania centro-settentrionale). Della loro lingua, l'antico sassone (o basso tedesco antico), esistono testimonianze risalenti al IX-XII secolo.

## Gli Juti
In assenza di menzioni storiche esplicite sul loro conto, tradizionalmente gli Juti sono considerati originari della regione, oggi in Danimarca, che porta il loro nome: lo Jutland. Con gli Angli e i Sassoni migrarono in massa in Gran Bretagna, dove si fusero con gli altri popoli e diedero origine agli Anglosassoni. Nessuna traccia del loro popolo e della loro lingua è rimasta sul continente.

### Fonti primarie
- Beda il Venerabile, Historia ecclesiastica gentis Anglorum.
- Cesare, De bello Gallico.
- Cornelio Tacito, Germania.
- Strabone, Geografia.
- Tolomeo, Geografia.

### Fonti secondarie
- Francisco Villar, Gli Indoeuropei e le origini dell'Europa, Bologna, Il Mulino, 1997, ISBN 88-15-05708-0.